# Таверне д’Арбија
Таверне д’Арбија (итал. Taverne d'Arbia) јесте насеље у Италији у округу Сијена, региону Тоскана.
Према процени из 2011. у насељу је живело 2416 становника. Насеље се налази на надморској висини од 187 м.